# Carron River
Der Carron River ist ein Fluss im Norden des australischen Bundesstaat Queensland.

## Geografie

### Flusslauf
Der Fluss entspringt am Nordwestende der Gregory Range, ungefähr 110 Kilometer westlich von Georgetown und etwa 150 Kilometer östlich von Normanton. Von dort fließt er nach West-Nordwest und mündet in Normanton in den Norman River.

### Nebenflüsse mit Mündungshöhen
- Tabletop Creek – 92 m
- Telephone Creek – 85 m
- Foote Creek – 60 m
- Rocky Creek – 30 m
- Ten Mile Creek – 9 m[1]

### Durchflossene Seen
- Rope Hole – 10 m[1]